# Rivelatore di onde gravitazionali
Un rivelatore di onde gravitazionali è un dispositivo progettato per evidenziare le onde gravitazionali, minuscole distorsioni dello spaziotempo, previste dalla teoria della relatività generale di Einstein, e misurarne le caratteristiche.

## Complicazioni
La rivelazione diretta delle onde gravitazionali è resa molto difficoltosa dell'effetto estremamente ridotto che esse producono in un sensore. L'ampiezza di un'onda sferica decresce proporzionalmente all'inverso della distanza dalla sorgente. Quindi, anche quelle provenienti da sistemi che ne sono intensi emettitori, come buchi neri binari in corso di fusione, arrivano sulla Terra con un'ampiezza molto piccola. Gli astrofisici si aspettano che alcune delle onde gravitazionali possano causare una deformazione percentuale dei sensori fino all'ordine di {\displaystyle h\approx 10^{-18}}, ma generalmente non se ne dovrebbero rivelare di più intense. 
L'11 febbraio 2016 è stata confermata, in una conferenza stampa congiunta con LIGO ed EGO-VIRGO, l'esistenza delle onde gravitazionali grazie allo studio condotto sull'impatto di due buchi neri. I ricercatori del Caltech, del MIT e del LIGO (Laser Interferometer Gravitational-Wave Observatory), sono riusciti a rilevare la presenza delle onde gravitazionali di un evento cosmico utilizzando il LIGO, un doppio osservatorio costruito negli Stati Uniti, ad Hanford Site (Washington) e a Livingston (Louisiana). Si tratta di una importantissima conferma sperimentale di un'ipotesi teorica e alla scoperta hanno collaborato anche i ricercatori italiani e francesi del VIRGO, un rilevatore che si trova nel comune di Cascina (Pisa) del tutto simile a quelli americani. Il rilevatore italiano non ha rilevato le onde solo perché in questi mesi era in fase di ristrutturazione.
Lo scopo di questi strumenti, coronato da successo, era quello di cercare e trovare le increspature che si formano nel tessuto spazio-tempo dell'Universo quando due masse si avvicinano tra loro ruotando vorticosamente le une attorno alle altre. Le onde gravitazionali sono state rivelate il 14 settembre 2015, alle 10:50:45 ora italiana (09:50:45 UTC, 05:50:45 am EDT), da entrambi gli strumenti gemelli entro una finestra temporale di coincidenza di 10 millisecondi. Le onde gravitazionali rivelate sono state prodotte nell'ultima frazione di secondo del processo di fusione di due buchi neri, di massa equivalente a circa 29 e 36 masse solari, in un unico buco nero ruotante più massiccio di circa 62 masse solari: le 3 masse solari mancanti al totale della somma equivalgono all'energia emessa durante il processo di fusione dei due buchi neri, sotto forma di onde gravitazionali.

## Barre di Weber
Un rivelatore di onde gravitazionali, concettualmente semplice ed il primo ad essere concepito, è la barra di Weber, una grande massa metallica, accuratamente isolata dalle vibrazioni esterne, provvista di strumentazione atta a misurarne le deformazioni. Le tensioni nello spaziotempo, dovute al passaggio di un'onda gravitazionale, eccitano le frequenze di risonanza meccaniche della barra e le conseguenti vibrazioni vengono registrate. Plausibilmente, una supernova vicina potrebbe produrre segnali abbastanza intensi da essere vista senza amplificazione risonante. Alcune forme moderne della barra di Weber, ancora in funzione, vengono raffreddate criogenicamente, per minimizzare gli effetti delle vibrazioni termiche, e le deformazioni vengono misurate mediante dispositivi di interferenza quantistica a superconduttori. Le barre di Weber non hanno sensibilità molto elevata e potrebbero segnalare il passaggio soltanto delle onde gravitazionali di ampiezza molto elevata.
Su questo principio funziona MiniGRAIL, un'antenna di onde gravitazionali, situata nell'Università di Leida, consistente in una sfera di 1150 kg, fabbricata con estrema precisione, e raffreddata criogenicamente a 20 mK. La configurazione sferica permette di raggiungere un'uguale sensibilità in tutte le direzioni, ed è realizzativamente alquanto più semplice dei dispositivi lineari che, invece, devono essere collocati in un ambiente in cui sia stato praticato un vuoto molto spinto. Gli eventi sono rivelati misurando le deformazioni della sfera del rivelatore. La sensibilità di MiniGRAIL è massima nell'intervallo tra 2 e 4 kHz, e questo la rende adatta a rivelare onde gravitazionali prodotte da instabilità delle stelle di neutroni rotante o dalla caduta di materia dentro un buco nero.

## Interferometri

Diagramma schematico di un interferometro laser.

Un tipo di rivelatore più sensibile usa l'interferometria laser per misurare il moto reciproco, indotto da un'onda gravitazionale, di due o più masse, separate tra di loro e, quanto più possibile, libere da ulteriori influenze. Questa tecnica permette di costruire rivelatori con masse separate da grandi distanze, incrementando, così, l'intensità del segnale. 
Un ulteriore vantaggio di tale configurazione è di essere sensibile a un largo campo di frequenze, non soltanto a quelle prossime ad una risonanza come nel caso delle barre di Weber. Attualmente sono operativi diversi interferometri collocati sulla superficie terrestre. Al presente, il più sensibile è il LIGO, acronimo per Laser Interferometer Gravitational Wave Observatory. Il LIGO ha tre rivelatori: uno a Livingston, nella Louisiana; gli altri due (nello stesso tubo a vuoto) ad Hanford Site e a Richland, nello stato di Washington. Ognuno di essi è costituito da due bracci lunghi da 2 a 4 kilometri, posti ad angoli di 90 gradi l'un l'altro, contenenti tubi a vuoto del diametro di 1 m, entro cui passa la luce. Il passaggio di un'onda gravitazionale ne allungherà leggermente uno ed accorcerà l'altro, provocando l'insorgere di figure di Diffrazione che l'interferometro rivela con estrema sensibilità.
Ma anche con bracci tanto lunghi, le onde gravitazionali più forti ne cambieranno la distanza fra le estremità al massimo, approssimativamente, di {\displaystyle 10^{-18}} metri; Il LIGO è progettato per rivelare onde gravitazionali fino a  {\displaystyle h\approx 5\times 10^{-22}}. I miglioramenti attuati per il LIGO ed altri rivelatori come il VIRGO, il GEO 600, e il TAMA 300 incrementerebbero ancora ulteriormente la sensibilità; la prossima generazione di strumenti (Advanced LIGO e Advanced Virgo) saranno più di dieci volte sensibili. Un altro interferometro (LCGT) altamente sensibile è attualmente in fase di progetto. Un punto chiave è quello che in un aumento di dieci volte in sensibilità (raggio di 'portata') viene incrementato il volume di spazio accessibile allo strumento di mille volte. Questo aumenta la percentuale dei segnali rilevabili che sarebbero visti da uno per decine di anni di osservazione, a decine per anno.
I rivelatori interferometrici sono limitati alle alte frequenze a causa dello shot noise, conseguenza del fatto che la luce ha una struttura quantizzata (è un flusso di fotoni); una analogia viene riferita alla pioggia—tasso di piovosità, allo stesso modo dell'intensità del laser, è misurabile, ma le gocce di pioggia, come i fotoni, cadono in tempi randomizzati, causando fluttuazioni intorno al valore medio. Questo conduce a disturbare l'output del rivelatore ancor più delle scariche statiche della radio. In più, per la potenza sufficientemente alta del laser, la quantità di moto casuale trasferita nelle masse di test dai fotoni del laser scuotono gli specchi, mascherando i segnali alle basse frequenze. 
Il disturbo termico— per es. il moto browniano-  è un altro limite alla sensibilità. In aggiunta a queste sorgenti di disturbo 'stazionario' (costante), tutti i rivelatori terrestri sono limitati anche alle basse frequenze dal disturbo sismico, da altre forme di vibrazione ambientale e altre sorgenti di disturbo 'non stazionarie'; gli scricchiolii nelle strutture meccaniche, i fulmini o altre grandi perturbazioni elettriche, ecc. possono creare disturbi mascherando un evento o addirittura imitarlo. Tutte ciò deve essere preso in considerazione e escluso dall'analisi prima che un rilevamento possa essere considerato un vero evento di onde gravitazionali.
Sono stati sviluppati anche interferometri spaziali, come il LISA e il DECIGO. Il progetto LISA chiama per tre masse di test formando un triangolo equilatero, con i laser per ogni veicolo spaziale ad ogni altro, formando due interferometri indipendenti. Il LISA è progettato per occupare un'orbita solare seguendo la Terra, con ogni braccio del triangolo di cinque milioni di kilometri. Questo mette il rivelatore in una condizione ottimale di vuoto lontano dalle sorgenti di disturbo terrestri, sebbene sia ancora suscettibile di scariche disturbanti, come pure a artefatti causati dai raggi cosmici e vento solare.

## Rivelatori di alta frequenza
Ci sono attualmente due rivelatori focalizzati sulla rilevazione all'estremo confine dello spettro dell'onda gravitazionale da 10−7 a 105 Hz: uno all'Università di Birmingham, Inghilterra, e l'altro all'INFN di Genova, in Italia. Un terzo è in preparazione all'Università di Chongqing, in Cina. Il rivelatore di Birmingham misura i mutamenti nello stato della polarizzazione di un raggio di microonda circolante in una sequenza chiusa attraverso un contatore. Due sono stati fabbricati e attualmente si pensa siano sensibili alle tensioni dello spaziotempo periodico di {\displaystyle h\sim {2\times 10^{-13}/{\sqrt {\mathit {Hz}}}}}, dato come una densità spettrale dell'ampiezza. Il rivelatore dell'INFN di Genova è un'antenna risonante consistente di due coppie di oscillatori armonici superconducenti sferici di alcuni centimetri di diametro. Gli oscillatori sono progettati per avere (quando spaiati) quasi uguali frequenze risonanti. Il sistema è attualmente pensato per avere una sensibilità alle tensioni dello spaziotempo periodico di {\displaystyle h\sim {2\times 10^{-17}/{\sqrt {\mathit {Hz}}}}}, con la aspettativa di giungere ad una sensibilità di {\displaystyle h\sim {2\times 10^{-20}/{\sqrt {\mathit {Hz}}}}}. Il rivelatore dell'Università di Chongqing è progettato per rilevare i residui di onde gravitazionali ad alta frequenza con parametri previsti g ~ 1010 Hz (10 GHz) e h ~ 10−30-10−31.

## Parkes Pulsar Timing Array
Un differente approccio per rilevare le onde gravitazionali è usato dal Parkes Pulsar Timing Array. Questo progetto si propone di rilevare le onde gravitazionali cercando il ritardo del tempo gravitazionale che esso causa riguardo alle pulsazioni provenienti da un apparato delle ben note pulsar.

## Einstein@Home
In un certo senso, i segnali più facili da rilevare sarebbero sorgenti costanti. Supernove e stelle di neutroni o assorbimenti di buco nero avrebbero più vasta ampiezza e sarebbero molto interessanti, ma le onde generate saranno più complicate. Le onde emesse dalla rotazione incostante di una stella di neutroni sarebbero "monocromatiche" — come un tono puro in acustica. Non cambierebbe moltissimo in ampiezza o frequenza.
L'Einstein@Home è un progetto di calcolo distribuito, simile al SETI@home, inteso a rivelare questo tipo di semplice onda gravitazionale. Prendendo dati dal LIGO e GEO 600, e spedendoli poi in pochi frammenti a migliaia di volontari per l'analisi parallela eseguita sul loro computer, l'Einstein@Home può vagliare i dati molto più velocemente di quanto sarebbe possibile diversamente.

## Rivelatori di onde gravitazionali specifiche
- AURIGA
- CLIO
- GEO 600
- LCGT
- LIGO
- LISA
- MiniGrail
- TAMA 300
- VIRGO